# هزینه تولید برق

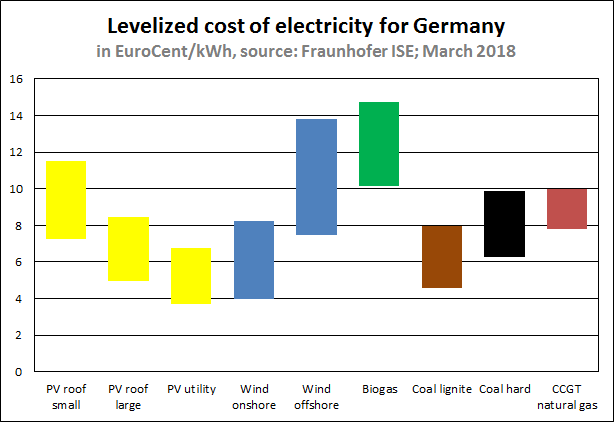
مقایسهٔ هزینهٔ تولید برق با استفاده از روش‌های مرسوم فسیلی و تجدیدپذیر

هزینه تولید برق با توجه به نوع تکنولوژی و منابع مصرفی متفاوت است. روش‌های متمایز تولید برق هزینه‌های متفاوتی دارند و این هزینه‌ها می‌توانند نسبت به زمان استفاده از نیرو در زمان‌های مختلف، متفاوت باشند. همچنین، محاسبات این هزینه‌ها می‌تواند در نقطه اتصال به یک بار یا شبکه برق انجام شود (یعنی هزینه‌های انتقال آنها ممکن است باشد یا نباشد). هزینه‌ها شامل سرمایه اولیه و هزینه‌های بهره‌برداری مداوم، سوخت و نگهداری و همچنین هزینه‌های راه اندازی و رفع هر گونه آسیب محیطی است.
فناوری‌های تولید برق یا انرژی بسیار گسترده و متنوع می‌باشند. این هزینه‌ها نیز در هر منطقه و کشور می‌تواند متفاوت باشد. هزینه‌های مربوط به ساخت جاده و سایر زیرساختهای مورد نیاز نیز معمولاً در این گروه قرار می‌گیرد.

## تولید از زیست توده
برآورد هزینه‌های ساخت یک نیروگاه زیست توده فرایندی پیچیده است. زیرا هزینه‌های مربوط به آن با توجه به سوخت زیستی مورد استفاده در نیروگاه، هزینه خرید آن، و همچنین تکنولوژی به کار رفته در نیروگاه و طراحی آن جهت تبدیل مواد اولیه به سوخت و به‌علاوه مکان ساخت نیروگاه متغیر است.

## در ایران
بر اساس گزارش مرکز پژوهش‌های مجلس، هزینه‌های زیست‌محیطی تولید هر کیلو وات ساعت برق در نیروگاه‌های دیزلی ۷/۱۲۸ ریال است که بالاترین رقم را نشان می‌دهد و میانگین هزینه‌های زیست‌محیطی این نیروگاه‌ها نیز، حدود ۵/۹۷ ریال به ازای هر کیلو وات ساعت تولید برق اعلام شده است.
بیشترین میزان انتشار کربن توسط نیروگاه‌های گازی با ۱/۲۳۳ گرم گاز کربنیک در هر کیلو وات ساعت و پس از آن نیروگاه‌های دیزلی با ۱/۲۱۴ گرم در هر کیلو وات ساعت است.